# Schronisko w Międzyścianach I
Schronisko w Międzyścianach I (Schronisko I) – jaskinia, a właściwie schronisko, w Dolinie Chochołowskiej w Tatrach Zachodnich. Wejście do niej znajduje się w Dolinie Dudowej, w zboczu Wąwozu Między Ściany, na wysokości 1056 metrów n.p.m. Jaskinia jest pozioma, a jej długość wynosi 4 metry.

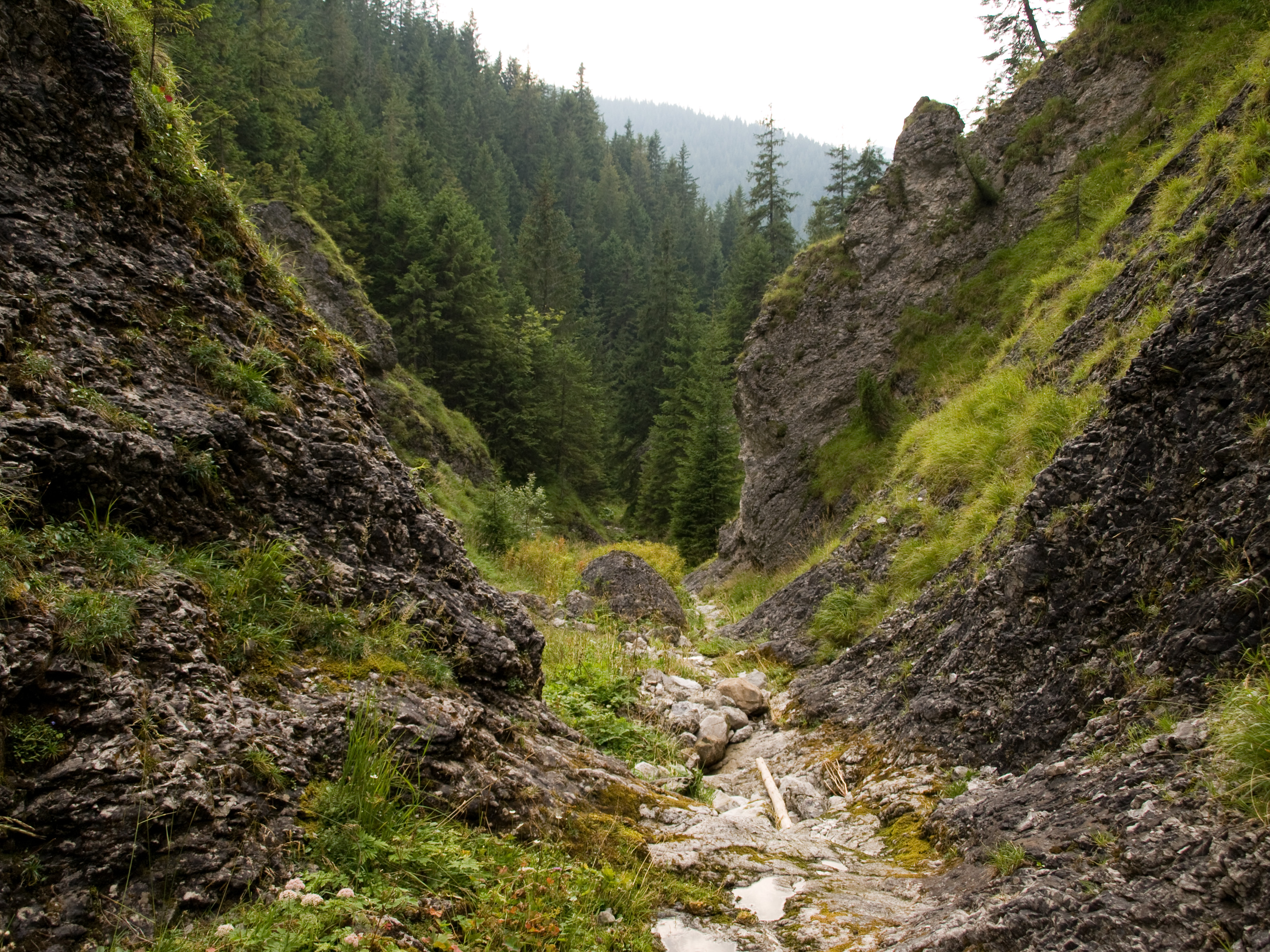
Wąwóz Między Ściany w dolnej części Doliny Dudowej

## Opis jaskini
Jaskinię stanowi obszerna sala, a właściwie nyża, do której prowadzi bardzo duży otwór wejściowy.

## Przyroda
W jaskini brak jest nacieków. Ściany są wilgotne.

## Historia odkryć
Jaskinia była prawdopodobnie znana od dawna. Jej pierwszy plan i opis sporządził Z. Biernacki w 1967 roku.